# Marco Rossi (calciatore 1963)
Marco Rossi (Forlì, 30 aprile 1963) è un allenatore di calcio ed ex calciatore italiano, di ruolo attaccante.

## Carriera

### Giocatore
Cresciuto nel vivaio del Bellaria Igea Marina, nel 1980 passò al Cesena, con il quale esordì in Serie A nella stagione 1982-1983, giocando 11 partite senza mai andare a segno.
Nel 1983 venne ceduto al Francavilla, dove segnò 23 reti in due stagioni di Serie C1. Nel 1985 si trasferì al Parma, dove alla prima stagione contribuì, con 10 reti, alla vittoria del campionato di Serie C1 e quindi alla promozione dei ducali in Serie B, categoria nella quale giocò poi la seguente annata. Nel 1987 venne ceduto in prestito al Prato, in Serie C1, dove segnò 13 reti; nell'estate seguente tornò al Parma, il quale, dopo altre 7 partite e 2 gol in Serie B, lo cedette nuovamente, stavolta a titolo definitivo, al Prato.
In seguito giocò un anno nello Spezia e uno nel Venezia (conquistando la promozione in Serie B), prima di fare ritorno a Prato, dove nel 1992-1993 ottenne la promozione in Serie C1. Concluse la carriera professionistica nel 1995.

### Allenatore
Dopo aver guidato per alcuni anni squadre dilettanti romagnole, nel 2011 fece ritorno al Prato, dove nella stagione 2011-2012 ha allenato gli Allievi professionisti della società laniera.
Nella stagione 2012-2013 è diventato l'allenatore della squadra Berretti del Prato. La stagione successiva è diventato il vice di Vincenzo Esposito, l'allenatore della prima squadra.

## Palmarès

### Giocatore

#### Competizioni giovanili
- Campionato Primavera: 1

Cesena: 1981-1982

#### Competizioni nazionali
- Campionato italiano Serie C1: 1

Parma: 1985-1986 (girone A)

#### Competizioni internazionali
- Coppa Anglo-Italiana: 1

Francavilla: 1984